# Spinoleiopus rondoni
Spinoleiopus rondoni là một loài bọ cánh cứng trong họ Cerambycidae.